# يويه إيشيكاوا
يويه إيشيكاوا (باليابانية: 市川由衣) هي عارضة وممثلة يابانية، ولدت في 10 فبراير 1986 بطوكيو في اليابان.

## أعمال

### أفلام
- (2002) الحقد
- (2003) الحقد 2

## وصلات خارجية
- يويه إيشيكاوا على موقع IMDb (الإنجليزية)
- يويه إيشيكاوا على موقع ألو سيني (الفرنسية)
- يويه إيشيكاوا على موقع ميوزك برينز (الإنجليزية)
- يويه إيشيكاوا على موقع أول موفي (الإنجليزية)
- يويه إيشيكاوا على موقع قاعدة بيانات الأفلام السويدية (السويدية)
- يويه إيشيكاوا على موقع قاعدة بيانات الفيلم (الإنجليزية)
- يويه إيشيكاوا على موقع كينوبويسك (الروسية)